# Cerejais
Cerejais is een plaats (freguesia) in de Portugese gemeente Alfândega da Fé en telt 247 inwoners (2001).